# هيلاري بي جونز
هيلاري بي جونز (بالإنجليزية: Hilary P. Jones)‏ هو ضابط أمريكي، ولد في 14 نوفمبر 1863 في مقاطعة هانوفر في الولايات المتحدة، وتوفي في 1938.